# Heterischnus pulchellus
Heterischnus pulchellus är en stekelart som först beskrevs av Thomson 1891.  Heterischnus pulchellus ingår i släktet Heterischnus och familjen brokparasitsteklar. Inga underarter finns listade i Catalogue of Life.